# Schernfeld
Schernfeld er en kommune i Landkreis Eichstätt i Regierungsbezirk Oberbayern i den tyske delstat Bayern. Den danner sammen med kommunerne Pollenfeld og Walting Verwaltungsgemeinschaft Eichstätt.

## Geografi
Schernfeld ligger i Region Eichstätt, i nærheden af Ingolstadt.

### Inddeling
Der er følgende landsbyer og bebyggelser: Schönfeld, Schönau, Workerszell, Rupertsbuch, Sappenfeld, Langensallach, Birkhof, Harthof, Wegscheid, Sperberslohe, Ferdinandshof, Geländer og Lohrmannshof.
- Wikimedia Commons har flere filer relateret til Schernfeld